# Sjostedtiella nigripectus
Sjostedtiella nigripectus är en stekelart som först beskrevs av Brulle 1846.  Sjostedtiella nigripectus ingår i släktet Sjostedtiella och familjen brokparasitsteklar. Inga underarter finns listade i Catalogue of Life.